# Madame Bovary (filme de 1937)
Madame Bovary (Brasil: A Mulher Que Amou Demais) é um filme alemão de 1937, do gênero drama, dirigido por Gerhard Lamprecht e estrelado por Pola Negri, Aribert Wäscher e Ferdinand Marian. É uma adaptação do romance homônimo de 1857, de Gustave Flaubert.